# Gle Gapuy
Gle Gapuy är en kulle i Indonesien.   Den ligger i provinsen Aceh, i den västra delen av landet, 1 800 km nordväst om huvudstaden Jakarta. Toppen på Gle Gapuy är 50 meter över havet.
Terrängen runt Gle Gapuy är huvudsakligen platt, men västerut är den kuperad.Runt Gle Gapuy är det tätbefolkat, med 442 invånare per kvadratkilometer. Närmaste större samhälle är Sigli, 11,0 km norr om Gle Gapuy. Trakten runt Gle Gapuy består till största delen av jordbruksmark.